# Twilight Zone (Ariana Grande)
Twilight Zone è un singolo della cantautrice statunitense Ariana Grande, pubblicato l'8 aprile 2025 tramite Republic Records, come unico estratto dell'edizione deluxe del suo settimo album in studio Eternal Sunshine Deluxe: Brighter Days Ahead.
Twilight Zone è stata scritta unicamente dalla Grande e prodotta dalla stessa con la collaborazione di Max Martin e Ilya Salmanzadeh.

## Antefatti
Twilight Zone prende il nome dalla serie televisiva The Twilight Zone (resa in Italia con il titolo Ai confini della realtà) a cui la stessa Grande aveva fatto riferimento e di cui aveva parlato regolarmente negli anni precedenti alla sua uscita. Il 30 ottobre 2019, l'artista si è truccata in una faccia da maiale per Halloween, ispirandosi direttamente all'episodio della serie intitolato È bello quel che piace (in originale Eye of the Beholder, lett. L'occhio dell'osservatore). Il brano è stato rivelato come parte dell'edizione deluxe del suo album del 2024 Eternal Sunshine il 17 marzo 2025. Parlando della canzone con Zach Sang, l'artista intendeva "assicurarsi che [il brano] fosse generoso e desse credito [alla serie]".

## Composizione e temi
Twilight Zone si apre con una "melodia delicata ed eterea" e continua in modo minimalista con un sottotono "inquietante" contro "sintetizzatori sognanti e una produzione ingannevolmente ariosa", che permettono alla voce della Grande di "brillare". La cantante mette in mostra il suo registro vocale più alto per esprimere "profondità emotiva", esplorando temi di surrealtà nel contesto dell'amore e della vita insieme a suoni "adiacenti alla chillwave" che creano un'"atmosfera misteriosa" in tutta la canzone. La Grande tilizza la metafora della zona crepuscolare per esprimere sentimenti di magia e confusione durante una relazione.
Nella canzone la Grande ripercorre la sua relazione con l'ex fidanzato Dalton Gomez. L'artista continuava a chiedersi come fosse riuscita a fraintendere Gomez e gli trasmette un messaggio finale attraverso la canzone. La cantante si ritrova incredula nel fatto che sia stata lei a porre fine alla relazione.

## Tracce
Testi di Ariana Grande. Musiche di Ariana Grande, Max Martin e Ilya Salmanzadeh.
1. Twilight Zone – 3:18

Streaming bundle
1. Twilight Zone – 3:18
2. Twilight Zone (a capella) – 3:01
3. Twilight Zone (instrumental) – 3:18

## Successo commerciale
Twilight Zone ha debuttato alla posizione numero 18 della Billboard Hot 100. Al di fuori degli Stati Uniti, il brano ha raggiunto la top ten delle classifiche delle Filippine e del Regno Unito, oltre che la top 20 nelle classifiche di Australia, Irlanda e Nuova Zelanda.

## Accoglienza
Marcus Adetola di Neon Music ha trovato la canzone "inquietante e incompiuta", ma con un'interpretazione "più onesta" di quella che potrebbe avere un brano musicale rifinito. Adetola ha definito la canzone come "quella che in silenzio taglia più profondamente" di un artista che ha fatto "auto-riflessione" per tornare con un messaggio chiaro.
Per Jordi Bardají di Jenesaispop, la canzone sembrava una continuazione del suo singolo del 2024 We Can't Be Friends (Wait for Your Love), citando somiglianze nel suono e nel tema.
In una classifica di tutte le tracce dell'edizione deluxe per Billboard, Kyle Denis l'ha piazzata al terzo posto, dicendo che la canzone "infonde un po' di brio" nella tracklist attraverso un "ritmo synth-pop cupo guidato da Max Martin" mentre, dal punto di vista lirico, suona più "direttamente nell'estetica dell'album del divorzio" rispetto alle tracce dell'edizione standard.

## Classifiche
| Classifica (2025) | Posizione massima |
| ----------------- | ----------------- |
| Australia         | 16                |
| Canada            | 23                |
| Filippine         | 9                 |
| Francia           | 116               |
| Germania          | 89                |
| Grecia (Int.)     | 14                |
| Irlanda           | 12                |
| Lituania          | 85                |
| Malaysia (Int.)   | 7                 |
| Norvegia          | 49                |
| Nuova Zelanda     | 17                |
| Paesi Bassi       | 55                |
| Portogallo        | 46                |
| Regno Unito       | 5                 |
| Singapore         | 7                 |
| Slovacchia        | 64                |
| Spagna            | 78                |
| Stati Uniti       | 18                |
| Svezia            | 60                |
| Svizzera          | 47                |

## Date di pubblicazione
| Paese                   | Data           | Formato                     | Versioni                          | Etichetta | Note          |
| ----------------------- | -------------- | --------------------------- | --------------------------------- | --------- | ------------- |
| Stati Uniti             | 8 aprile 2025  | Contemporary hit radio      | Originale                         | Republic  | [ 30 ]        |
| Mondo                   | 20 giugno 2025 | Download digitale Streaming | Originale a cappella instrumental | Republic  | [ 31 ]        |
| Stati Uniti Regno Unito | 25 luglio 2025 | CD                          | Originale a cappella              | Republic  | [ 32 ] [ 33 ] |
| Stati Uniti Regno Unito | 25 luglio 2025 | Cassetta                    | Originale a cappella              | Republic  | [ 34 ] [ 35 ] |
| Stati Uniti Regno Unito | 25 luglio 2025 | 7''                         | Originale a cappella              | Republic  | [ 36 ] [ 37 ] |
| Germania                | 25 luglio 2025 | 7''                         | Originale a cappella              | Republic  | [ 38 ]        |
| Italia                  | 25 luglio 2025 | 7''                         | Originale a cappella              | Republic  | [ 39 ]        |